# NN-176
La carretera NN‑176 es una vía departamental secundaria que se encuentra en el departamento de León. Esta ruta conecta el empalme con la NIC-12 en las afueras de la ciudad de León con la comunidad turística de Playa Las Peñitas, facilitando el acceso a esta zona costera del Pacífico.

## Trazado y cruces
| km   | Localidad / Punto   | Departamento | Conexión / Ruta |
| ---- | ------------------- | ------------ | --------------- |
| 0,0  | Empalme Las Peñitas | León         | NIC 12          |
| 3,5  | Poneloya            | León         | Camino rural    |
| 7,84 | Playa Las Peñitas   | León         | Final de la vía |

## Coordenadas
Uno de los tramos de la NN‑176 puede ser encontrado en las coordenadas: 12°26′01″N 87°00′04″O / 12.4336, -87.0012